# Doblbach (Kainach)
Der Doblbach (früher Tobelbach) ist ein linksufriger Zufluss der Kainach im österreichischen Bundesland Steiermark. Der Bach entspringt westlich von Graz und mündet nach fast 20 km bei Dobl in die Kainach.

## Verlauf
Der Bach entspringt im Doblwald südöstlich von Steinberg im Gemeindegebiet von Thal unweit der Baurestmassendeponie. Er durchfließt den Angergraben in südöstlicher Richtung und nimmt linksufrig mehrere kleine Zubringer auf. Der weitgehend naturnahe Bach verläuft danach zwischen Mitterriegel und Höchstriegel und passiert die Ortschaft Mantscha. Nach der Siedlung Riederhof mündet mit dem Förstlbach der größte linke Zufluss in den Doblbach. Etwa bei Laufkilometer 7,3 durchquert der Bach ein Rückhaltebecken und nimmt im Ortsteil Tobelbadtal rechtsseitig den mehr als 6 km langen Lonkesbach auf. Nach dem Gemeindezentrum von Tobelbad läuft der Doblbach durch eine breite Senke im Kaiserwald und tangiert das Feuchtbiotop Doblwiesen (NSG c 78). Nach Unterquerung der Trassen von GKB und Süd Autobahn (A 2) erreicht der nunmehr begradigte Bach Dobl und mündet südlich vom Ortszentrum in die Kainach.

## Hochwasserschutz

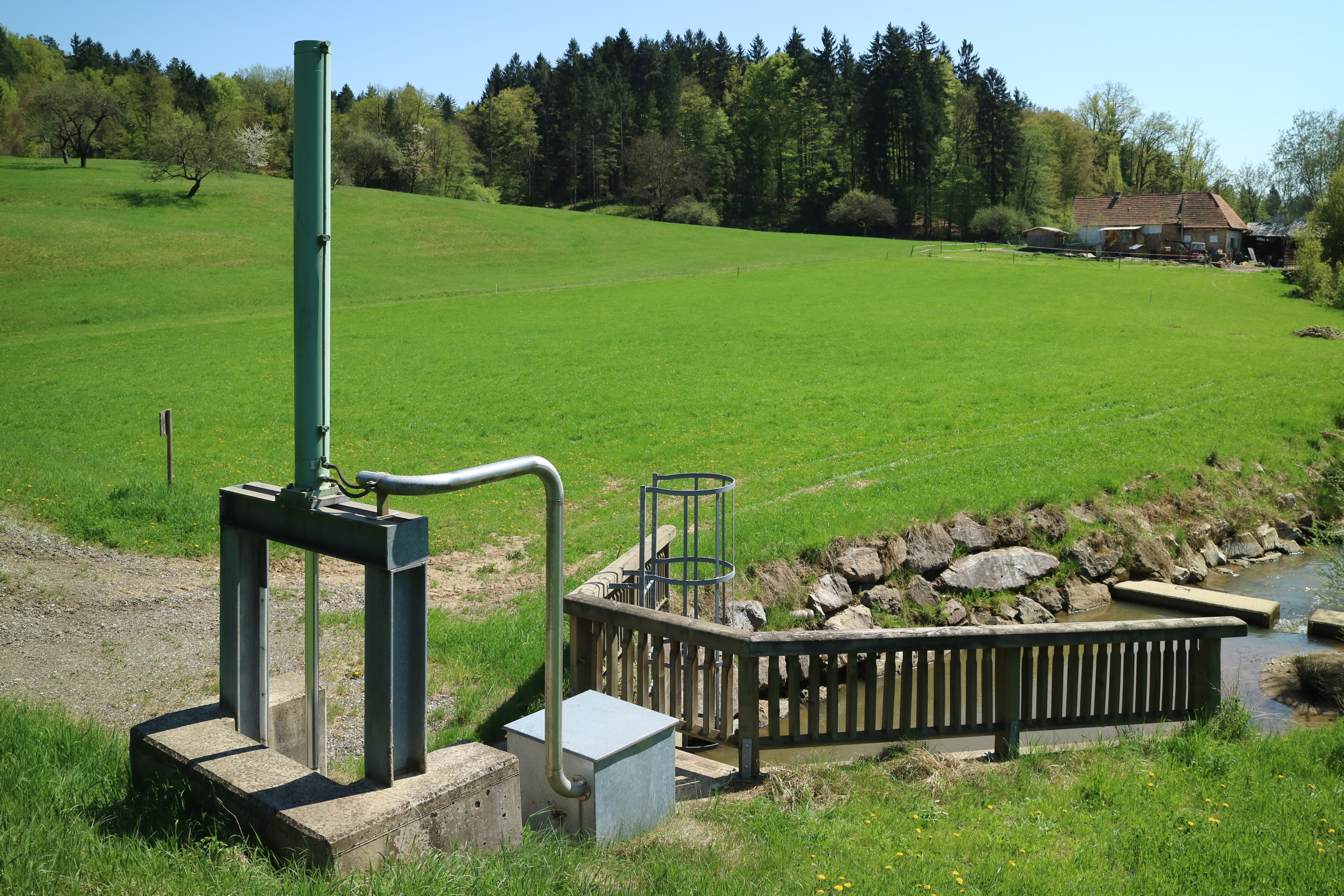
Ablassbauwerk des RHB Doblbach

Der Doblbach sorgte in der Vergangenheit immer wieder für Überschwemmungen in der Gemeinde Haselsdorf-Tobelbad, so etwa in den 1990er-Jahren und im Sommer 2005. Allein im August jenes Jahres entstanden Schäden an 33 Objekten in den Katastralgemeinden Tobelbad, Seiersberg und Pirka, die Entschädigungszahlungen in Summe von 160.000 Euro erforderlich machten.
Die Gemeinde Haselsdorf-Tobelbad ließ daher 2006/07 ein Rückhaltebecken errichten. Die wasser- und naturschutzrechtliche Bewilligung erfolgte im September 1999, der Spatenstich im Februar 2006. Dazwischen mussten 190.000 Euro für Grundstückablösen und Entschädigung für Grundinanspruchnahmen aufgewendet werden. Im April 2008 wurde das Bauwerk feierlich eröffnet. Es besteht aus einem etwa 10 m hohen, homogenen Erdwall mit einer Kronenlänge von rund 240 m, der für ein Retentionsvolumen von 250.000 m³ sorgt und Schutz vor einem 30-jährlichen Hochwasser (HQ30) gewährleistet. Den Grundablass bildet ein rund 30 m langes, überdecktes Betonbauwerk mit Kastenquerschnitt und einem offenen Ein- und Auslaufbereich, der Fischen und anderen Wassertieren die Wanderung ermöglicht. Die Baukosten beliefen sich auf eine Million Euro.
Die Hochwasser-Abflussmengen bei Einmündung in die Kainach wurden vom Ministerium für ein lebenswertes Österreich mit 23 (HQ30), 35 (HQ100) und 67 m³/s (HQ300) modelliert.